# Песчаное (Смоленский район)
Песчаное — село в Смоленском районе Алтайского края. Входит в состав Линёвского сельсовета.

## История
Основано в 1806 г.
В 1928 году состояло из 286 хозяйств. В административном отношении являлось центром Песчанского сельсовета Смоленского района Бийского округа Сибирского края.

## Население
| 1926 | 1997 | 1998 | 1999 | 2000 | 2001 | 2002 | 2003 | 2004 |
| ---- | ---- | ---- | ---- | ---- | ---- | ---- | ---- | ---- |
| 2186 | ↘317 | ↘314 | ↘307 | ↗310 | ↘298 | ↘289 | ↘271 | ↗288 |
| 2005 | 2006 | 2007 | 2008 | 2009 | 2010 | 2011 | 2012 | 2013 |
| ↗314 | ↘292 | ↘286 | ↘283 | ↘278 | ↘244 | ↗245 | ↘234 | ↘226 |

Национальный состав
В 1928 году основное население — русские.
Согласно результатам переписи 2002 года, в национальной структуре населения русские составляли 96 %.